# 蘇克雷市 (塔奇拉州)
蘇克雷市（西班牙語：Sucre），是委內瑞拉的一個市，位於該國西南部塔奇拉州，首府設於克尼克阿，面積376平方公里，2011年人口8,380，人口密度每平方公里22.28人。